# Edia
Edia là một chi bướm đêm thuộc họ Crambidae.